# Solea aegyptiaca
Solea aegyptiaca е вид лъчеперка от семейство Soleidae. Видът не е застрашен от изчезване.

## Разпространение и местообитание
Разпространен е в Албания, Босна и Херцеговина, Египет (Синайски полуостров), Израел, Испания, Италия, Либия, Ливан, Палестина, Тунис, Франция, Хърватия и Черна гора.
Обитава крайбрежията на полусолени водоеми, морета и заливи. Среща се на дълбочина от 14 до 100 m, при температура на водата от 17,2 до 20,2 °C и соленост 37,5 – 37,6 ‰.

## Описание
На дължина достигат до 65 cm.
Популацията на вида е стабилна.